# Pseudophyllodromiinae
Sous-famille
Les Pseudophyllodromiinae sont une sous-famille de la famille des Blattellidae comptant plus de 800 espèces.
Les Pseudophyllodromiinae forment une sous-famille composée de 867 espèces en 2015.

## Description
Les blattes de cette sous-famille sont des minces et de taille petite à moyenne. Le corps a une longueur de 7 à 16 mm et la largeur pronotale est de 2 à 5 mm. La plupart des espèces de cette famille sont brunes, parfois avec des motifs et parfois avec des marques blanches ou jaunes.
Les oothèques de cette sous-famille comprennent entre 15 à 36 œufs.

## Liste des genres
Selon ITIS (27 avril 2024) :
- Supella Shelford, 1911
- Balta Tepper, 1893
- Cariblatta Hebard, 1916
- Chorisoneura Brunner, 1865
- Euthlastoblatta Hebard, 1917
- Latiblattella Hebard, 1917
- Neoblattella Shelford, 1911
- Plectoptera Saussure, 1864

## Taxonomie
Le nom valide complet (avec auteur) de ce taxon est Pseudophyllodromiinae Hebard (d), 1929.

## Répartition
Les insectes de cette sous-famille sont répartis sur l'ensemble du monde à l'exception de l'Europe, de l'Asie du Nord et du nord de l'Amérique du Nord où, dans ces trois zones, seules les espèces nuisibles (dont Supella longipalpa) semblent être présentes.